# Hygrophorus gliocyclus
Hygrophorus gliocyclus (Elias Magnus Fries, 1861), sin. homotipic Limacium gliocyclum (Elias Magnus Fries, 1861 ex Adalbert Ricken, 1910), din încrengătura Basidiomycota, în familia Hygrophoraceae și de genul Hygrophorus, este o specie de ciuperci comestibile nu prea răspândită care coabitează, fiind un simbiont micoriza, formând prin urmare micorize pe rădăcinile arborilor. O denumire populară nu este cunoscută. Buretele trăiește în România, Basarabia și Bucovina de Nord pe sol calcaros, izolat sau în grupuri mici, în păduri de conifere cu predilecție sub pini, dar uneori și în cele de foioase, acolo pe lângă mesteceni. Apare de la câmpie la munte, din (august) septembrie până în noiembrie.

## Taxonomie

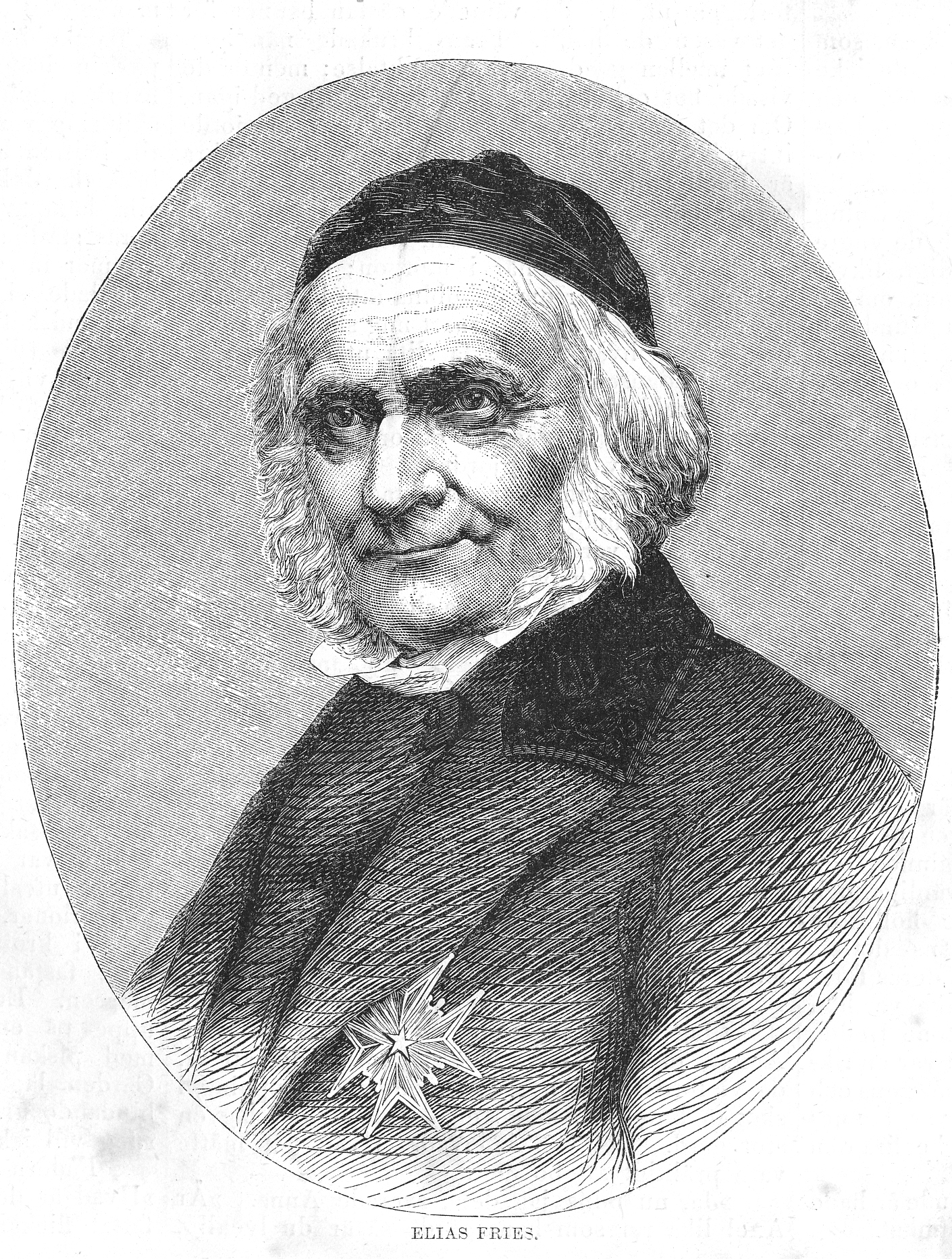
Elias M. Fries

Numele binomial Hygrophorus gliocyclusa fost determinat destul de târziu, abia în 1861, de marele savant suedez Elias Magnus Fries în volumul 18 al jurnalului științific Öfversigt af Kongl. Vetenskaps-Akademiens Förhandlingar, fiind și numele curent valabil (2021).
Singura altă denumire pentru această specie este sinonimul (h)omotipic Limacium gliocyclum, creat de micologul german Adalbert Ricken în volulul 1 al operei sale Die Blätterpilze (Agaricaceae) Deutschlands und der angrenzenden Länder, besonders Oesterreichs und der Schweiz din 1910. Un sinonim homotipic sau de nomenclatură este dat, dacă același specimen bazează pe același fel sau tip. Alți taxoni nu sunt cunoscuți.
Epitetul specific este derivat din cuvântul de limba greacă veche (greacă veche γλοιώδης=lipicios, vâscos) și cuvântul latin (latină cyclus, transliterat din cel grecesc (greacă veche χυχλος=cerc, perimetru, roată, obiect circular), datorită pseudo-inelului trecător.

## Descriere

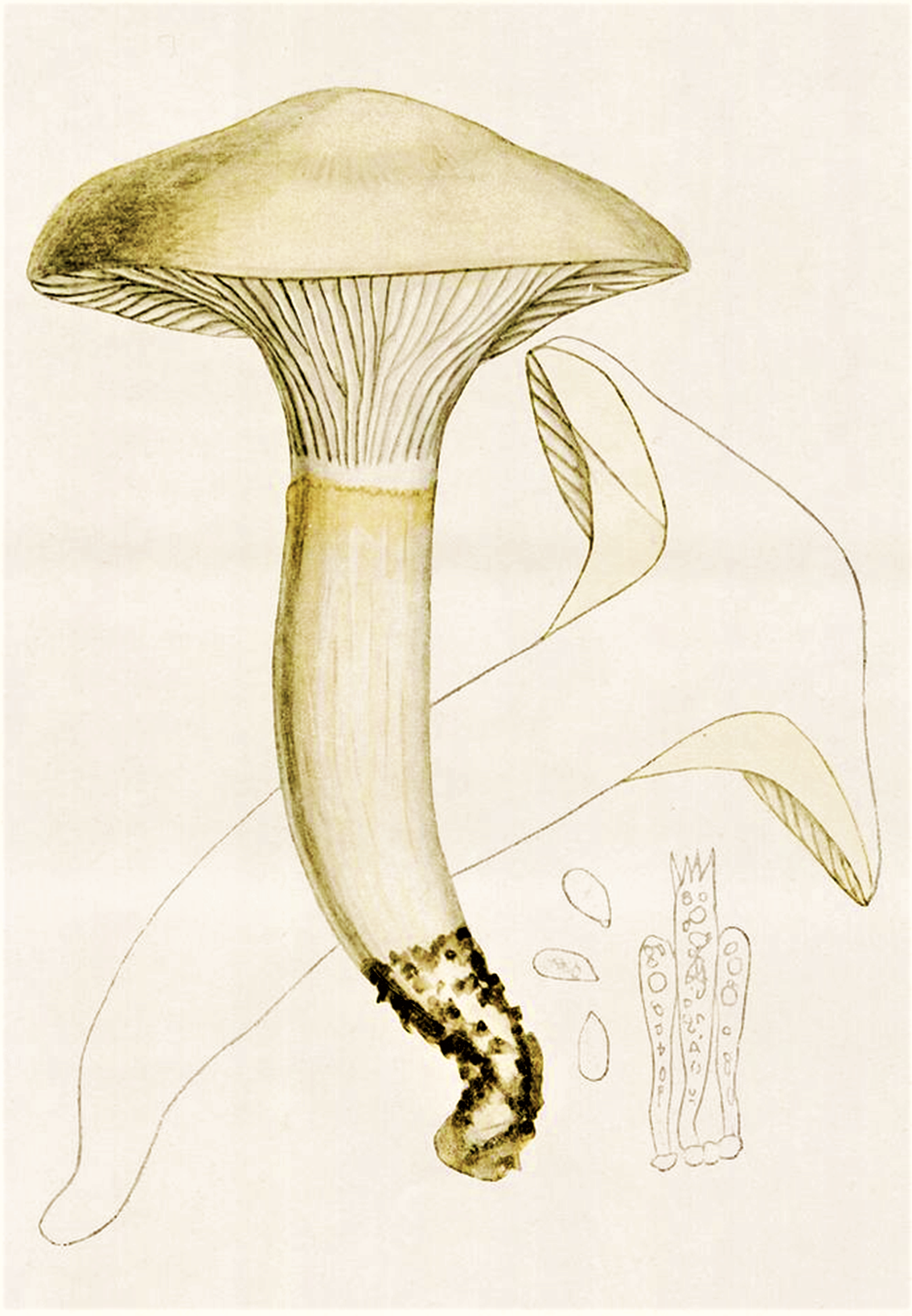
Bres.: Hygrophorus gliocyclus

- Pălăria: cărnoasa are un diametru între 4 și 10 cm, este la început boltită emisferic cu marginea răsucită spre interior, dar devine în scurt timp convexă și apoi plată și adesea ondulată cu marginea atunci subțire. Cuticula netedă, de fapt mată, este  învelită de un mucilagiu bătător la ochi. Coloritul inițial alb devine cu timpul alb-gălbui, la bătrânețe complet galben-paie până la galben-portocaliu. Dar uneori prezintă doar un disc central colorat, marginea rămânând astfel albicioasă.
- Lamelele: sunt clar distanțate, destul de groase, intercalate și ocazional chiar bifurcate, arcuite, cu muchii nezimțate precum decurente la picior, coloritul fiind alb până la alb ca fildeșul.
- Piciorul: de 5 la 10 (12) cm lungime și un diametru de de 1,5 până la 2,5 cm este albicios până alb-crem, cilindric, nu rar cu baza îngroșată, prezentând un fel de inel trecător, de fapt doar o îngroșare mucoasă. Spre jos este neted, preponderent însă acoperit vâscos cu aspect de panglici, iar spre vârf fin flocos.
- Carnea: este cărnoasa, destul de moale, apoasă, de culoare albă până alb-gălbuie, mai groasă în mijloc și subțiată la margine. Mirosul este imperceptibil, gustul blând și plăcut.[3][4]
- Caracteristici microscopice: are spori netezi, hialini (translucizi), ovoidali până sub-elipsoidali, apiculați spre vârf, cu o mărime de 7-8 (9,5) x 4 (4,5)-4,5 (6) microni. Pulberea lor este albă. Basidiile cu o dimensiune de 50-60 x 6-7 microni sunt clavate cu 4 sterigme fiecare.

Cistidele (elemente sterile situate în stratul himenal sau printre celulele din pielița pălăriei și a piciorului, probabil cu rol de excreție) lipsesc. Cuticula este formată de un ixo-trichoderm cu o grosime de până la 600 µm cu elemente terminale de 1-4 µm lățime, cu pigmenți interiori palid gălbui și cocoloși exteriori luminos galbeni. Caulocistidele (cistide situate la suprafața piciorului) sub inel constau dintr-un ixo-trichoderm de până la 250 µm grosime cu hife late de 1-3 µm și fără pigmenți exteriori.
- Reacții chimice: cuticula se decolorează cu Hidroxid de potasiu trecător ocru-gălbui, carnea cu sulfovanilină violaceu-roșiatic și cu tinctură de Guaiacum încet verde-albăstrui.[10]

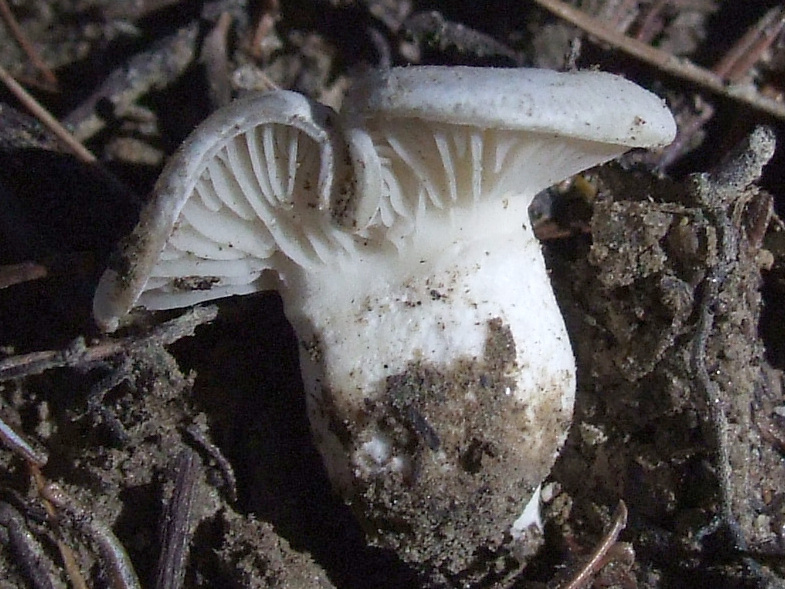
H. gliocyclus, lamele și picior
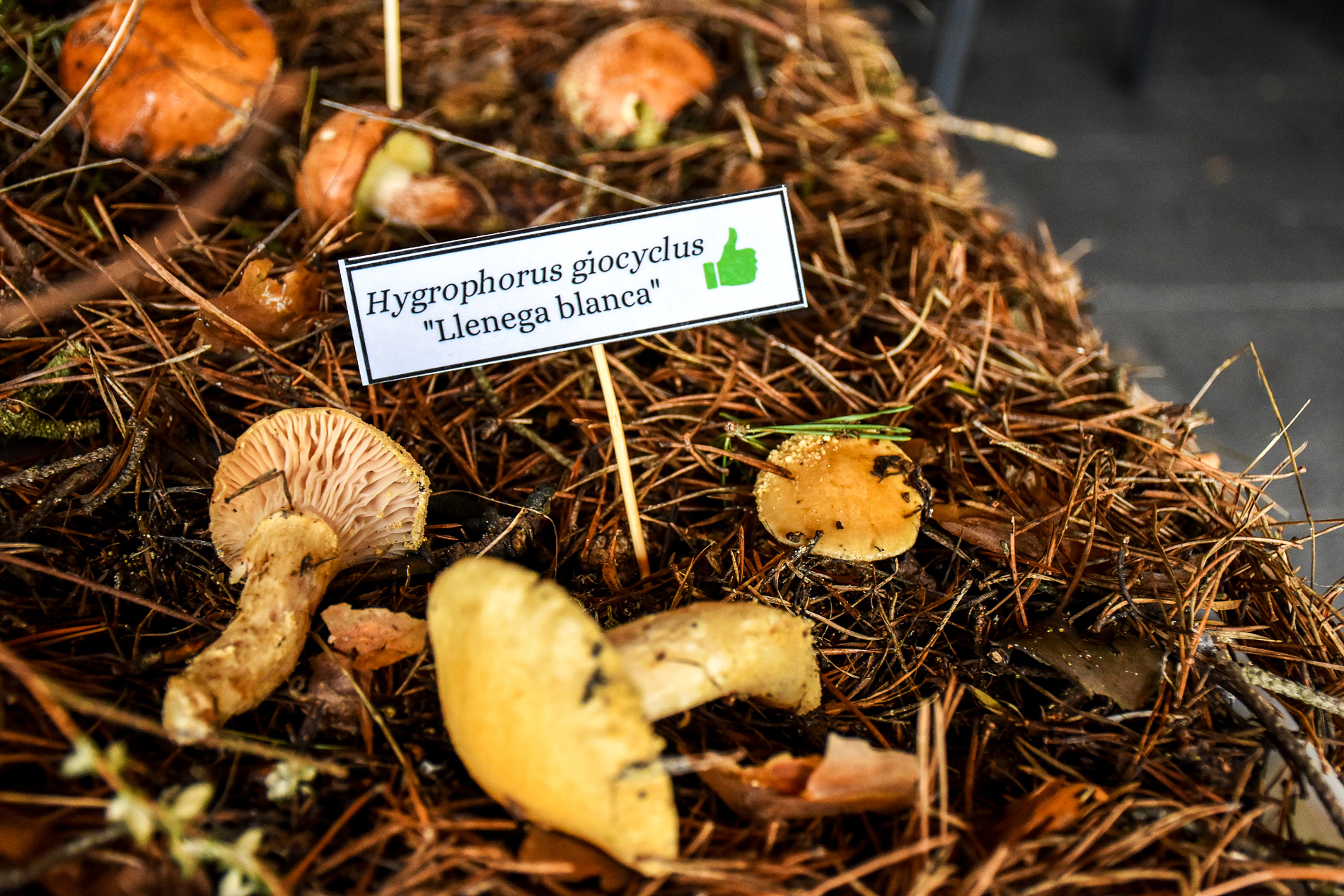
H. gliocyclus, variație galbenă

## Confuzii
În mod general, Hygrophorus gliocyclus poate fi confundat cu ciuperci comestibile și mai mult sau mai puțin vâscoase și savuroase aceleiași specii cum sunt: Hygrophorus agathosmus (comestibil, se dezvoltă în păduri de conifere sub molizi și pini, miros de migdale amărui), Hygrophorus chrysodon (comestibil), Hygrophorus cossus (comestibil), Hygrophorus discoxanthus (comestibilitate tare limitată, se dezvoltă tot sub fagi pe sol calcaros, dar cu miros puternic și nu prea plăcut, lamelele se decolorează galben-maroniu), Hygrophorus  eburneus (comestibil), Hygrophorus hedrychii (comestibil, se dezvoltă sub mesteceni, fără miros și gust specific), Hygrophorus hypothejus (comestibil), Hygrophorus flavodiscus, Hygrophorus ligatus (comestibil, se dezvoltă sub molizi, fără miros sau gust specific) Hygrophorus lucorum (comestibil), Hygrophorus nemoreus (comestibil), Hygrophorus piceae (comestibil, se dezvoltă în păduri de molizi pe  mușchi, fără miros, cu gust plăcut), Hygrophorus penarioides (comestibil, se dezvoltă tot sub fagi dar și sub stejari, fiind mai mare cu cuticulă uscată și mătăsoasă precum ușor pătat pe picior, rar), Hygrophorus poetarum (comestibil, se dezvoltă tot sub fagi, dar cu miros fructuos și roz sub cuticulă, destul de rar), Hygrophorus queletii (comestibil), cu Cuphophyllus virgineus sin. Hygrocybe virginea (comestibil, se dezvoltă preferat prin pășuni) sau chiar și cu Oudemansiella mucida (comestibil, saprofit) Suillus placidus (comestibil, are tuburi, nu lamele) sau Tricholoma album (necomestibil).
Din păcate  se culeg și consumă pe vreme umedă câteodată de asemenea bureți extrem de otrăvitori cu consecințe fatale, în primul rând exemplare tinere ale Amanita verna și Amanita virosa.

## Specii asemănătoare

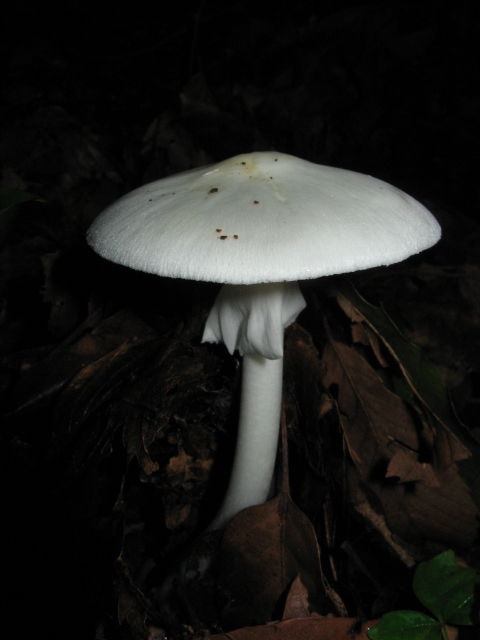
!!!Amanita verna!!!
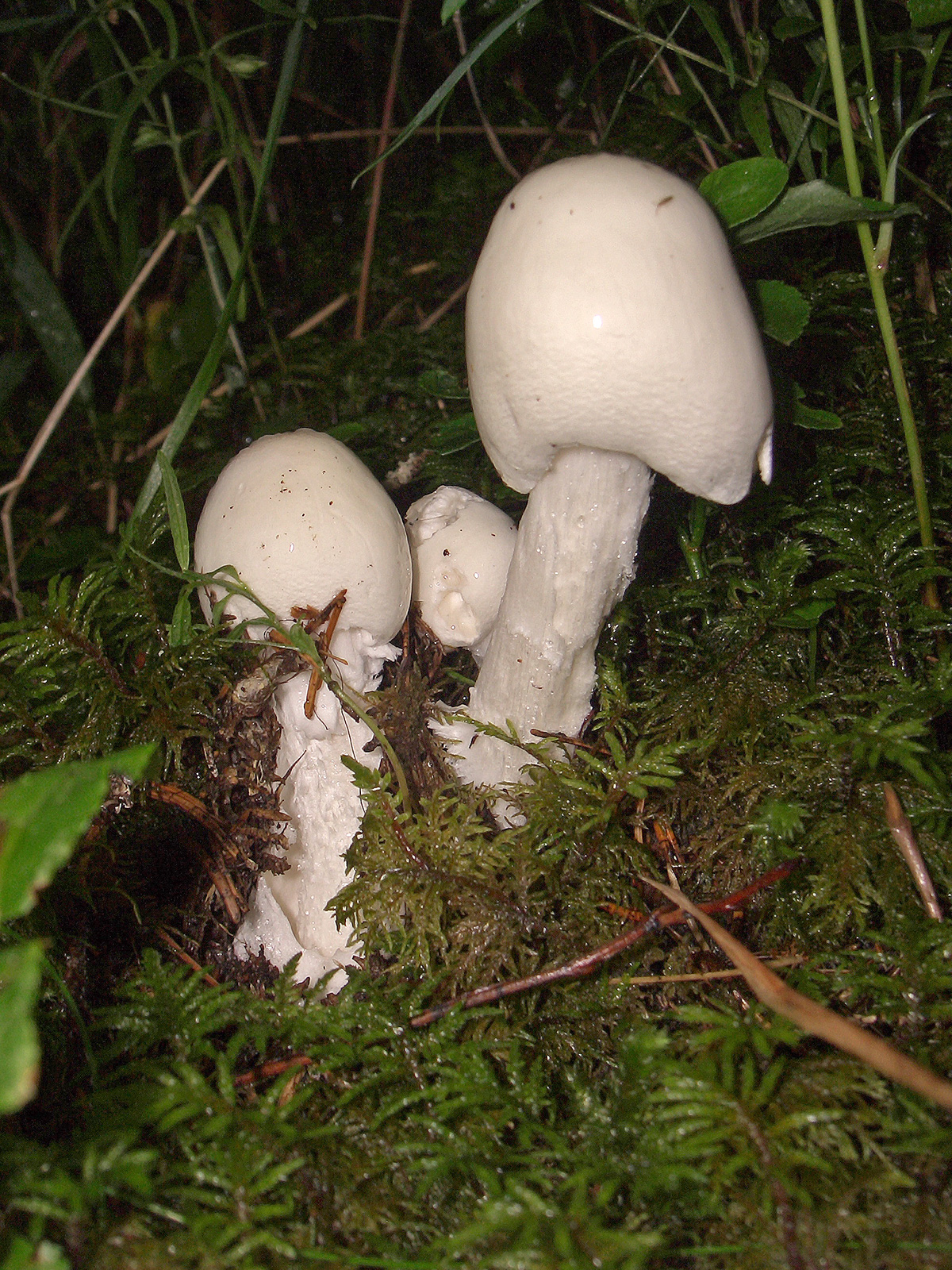
!!!Amanita virosa!!!
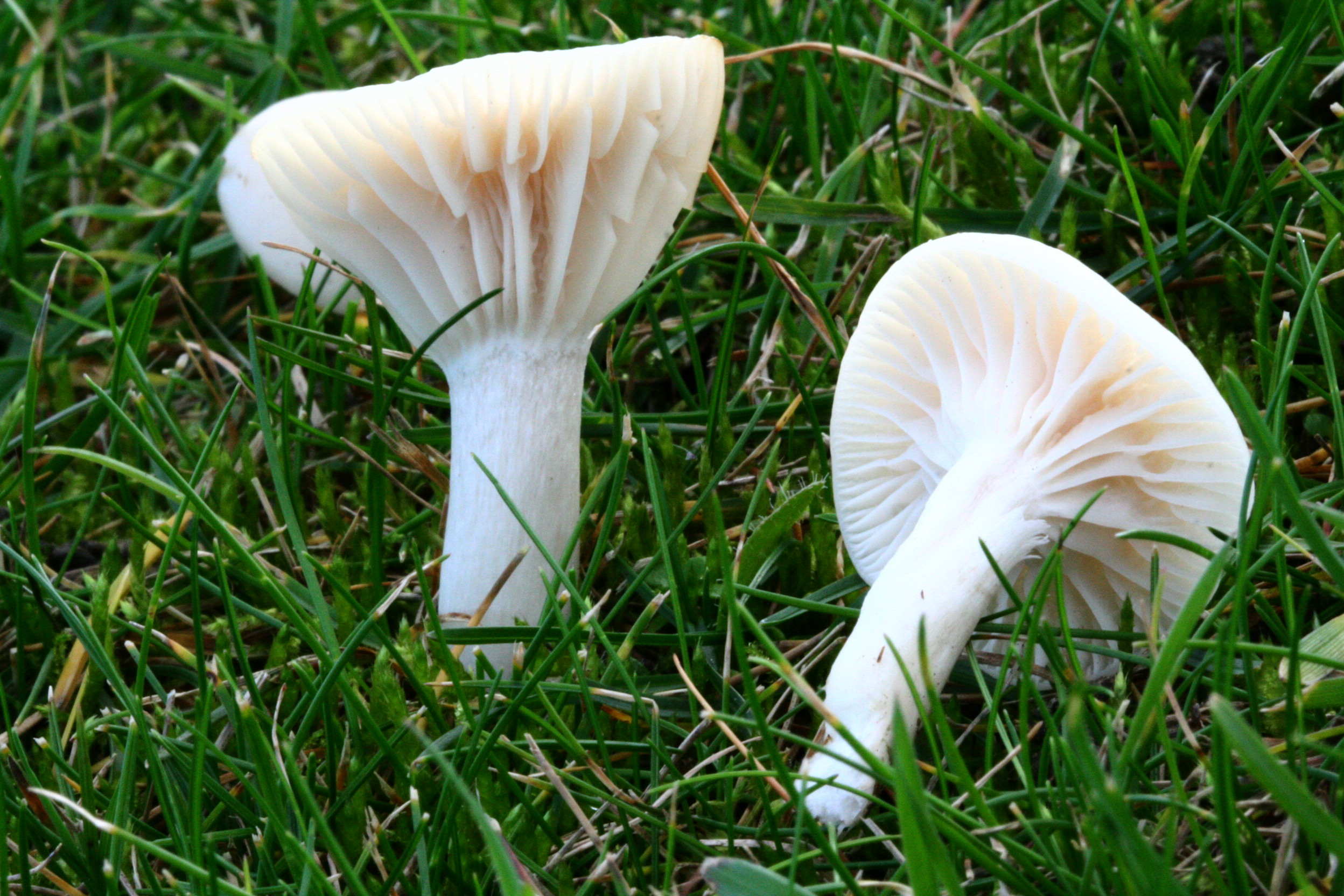
Cuphophyllus virgineus sin. Hygrocybe virginea
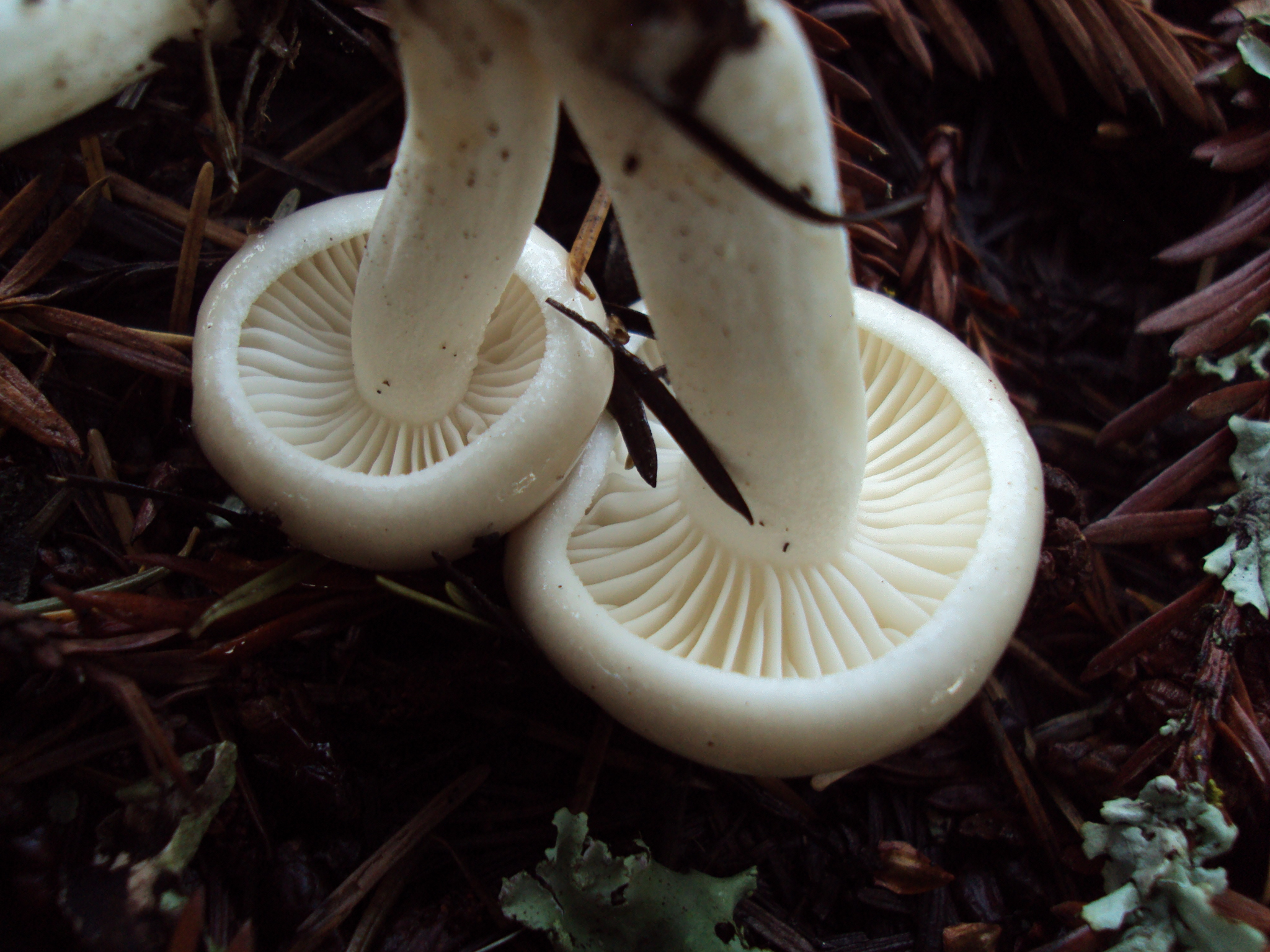
Hygrophorus agathosmus
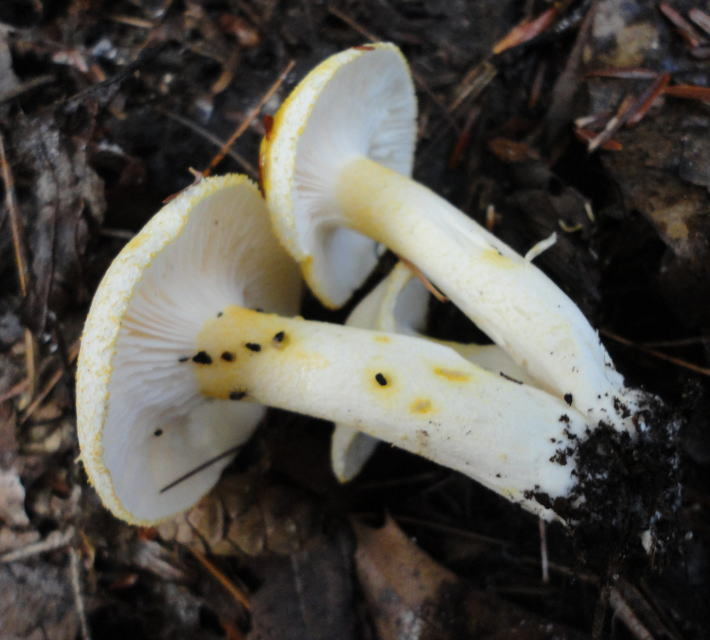
Hygrophorus chrysodon

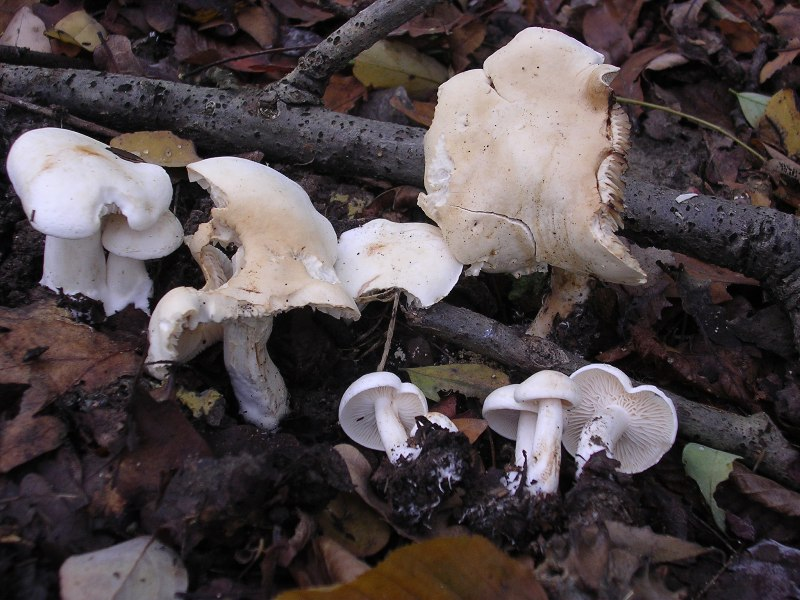
Hygrophorus cossus
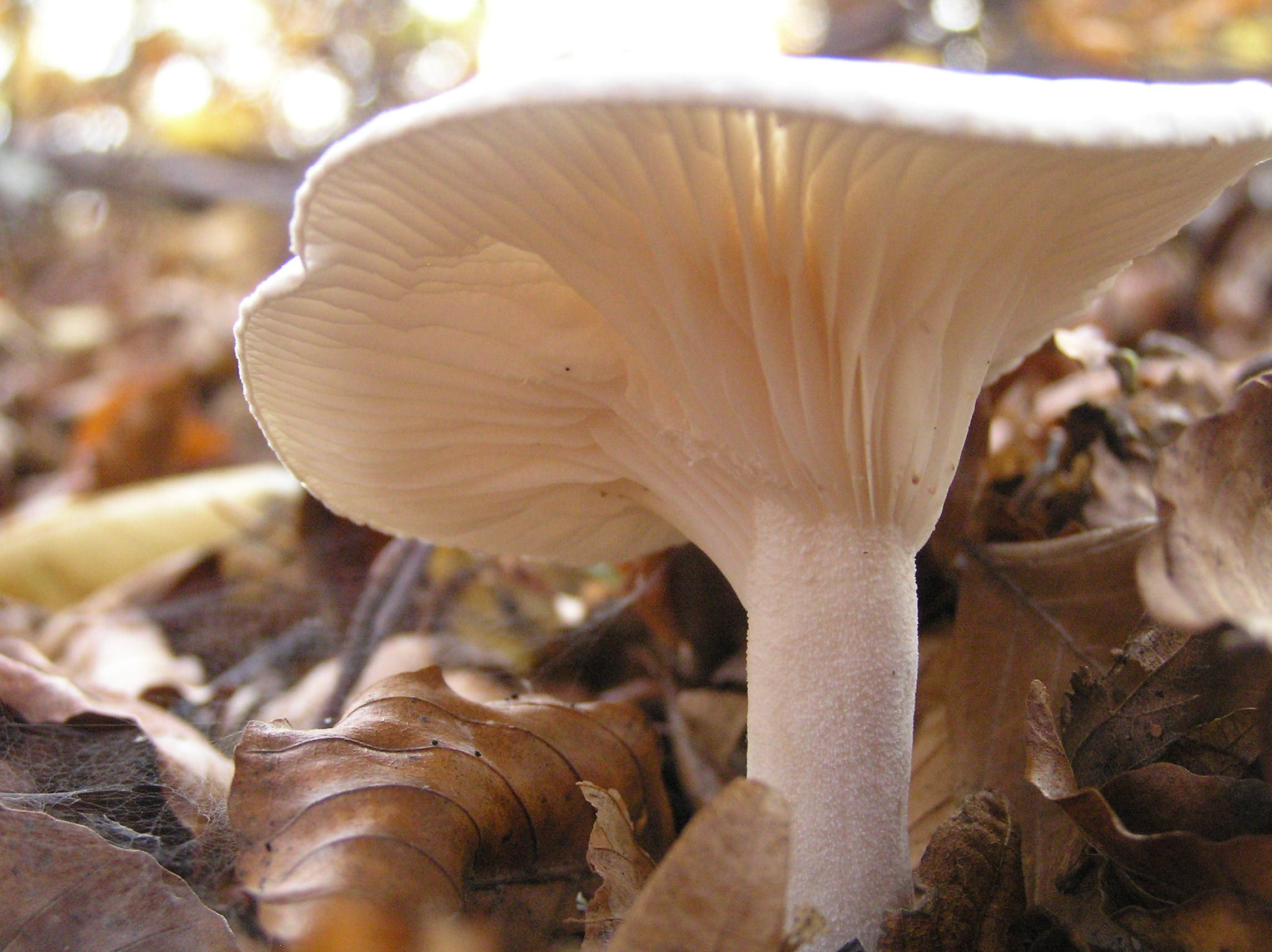
Hygrophorus discoxanthus
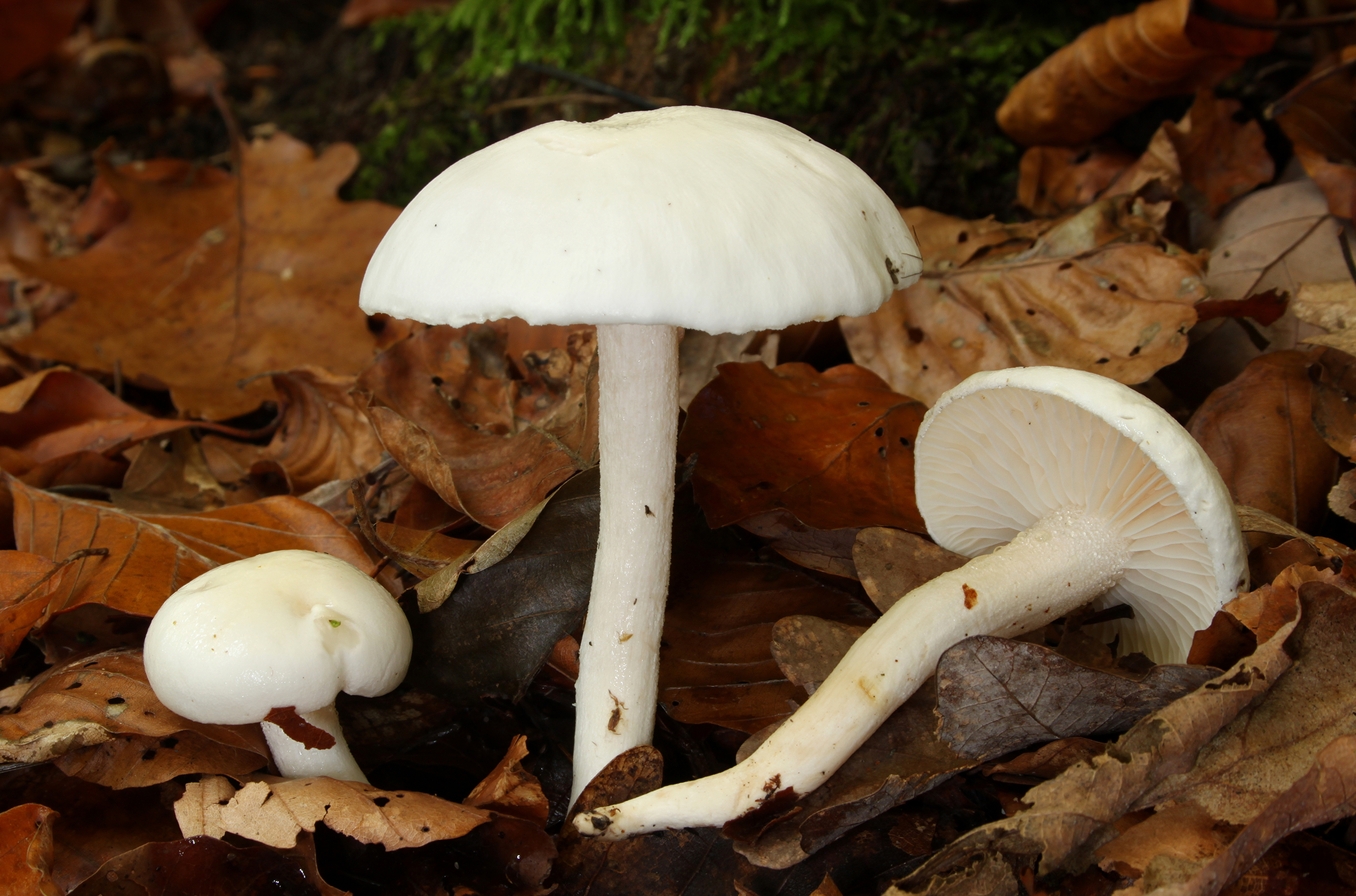
Hygrophorus eburneus
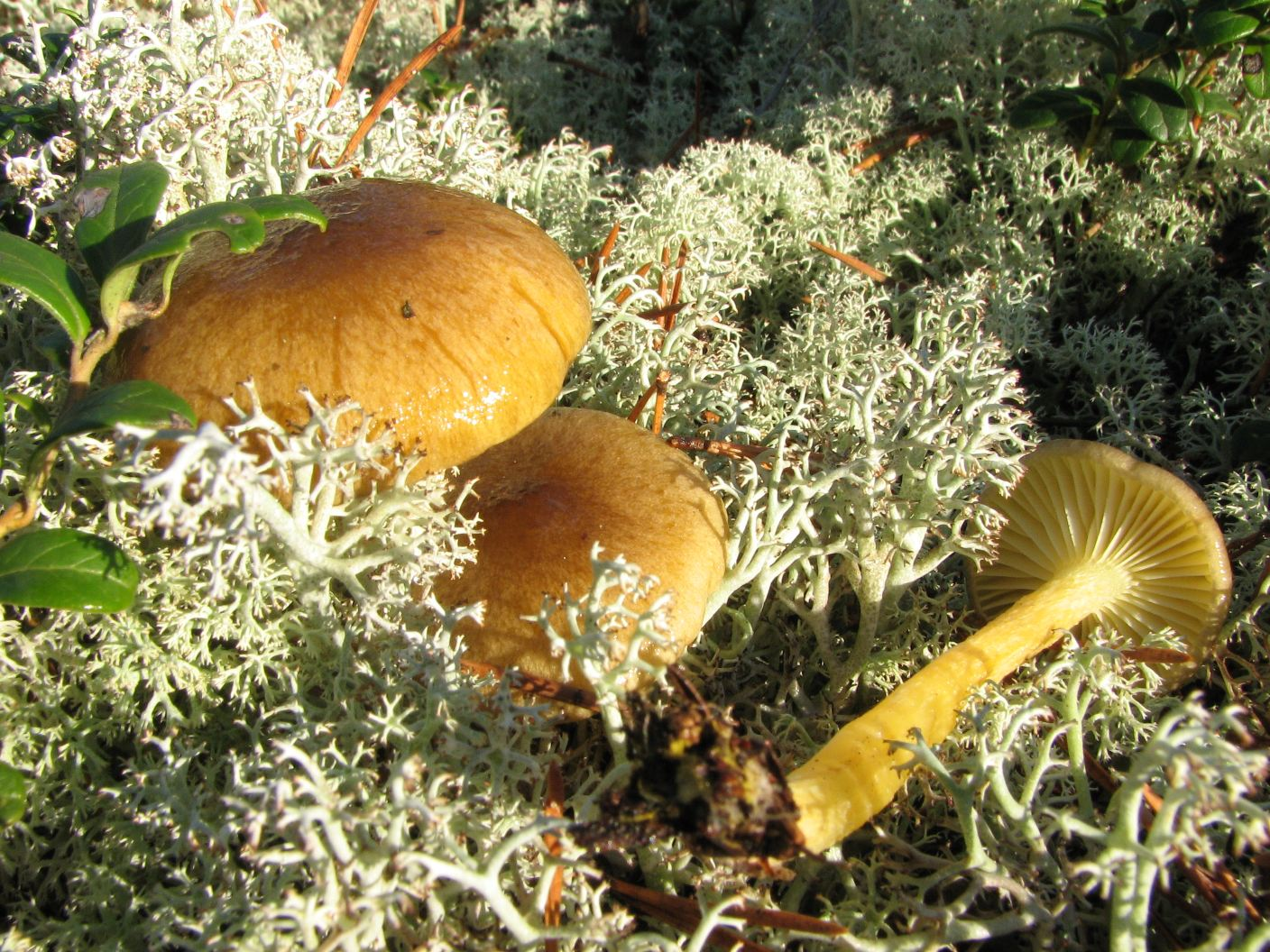
Hygrophorus hypothejus
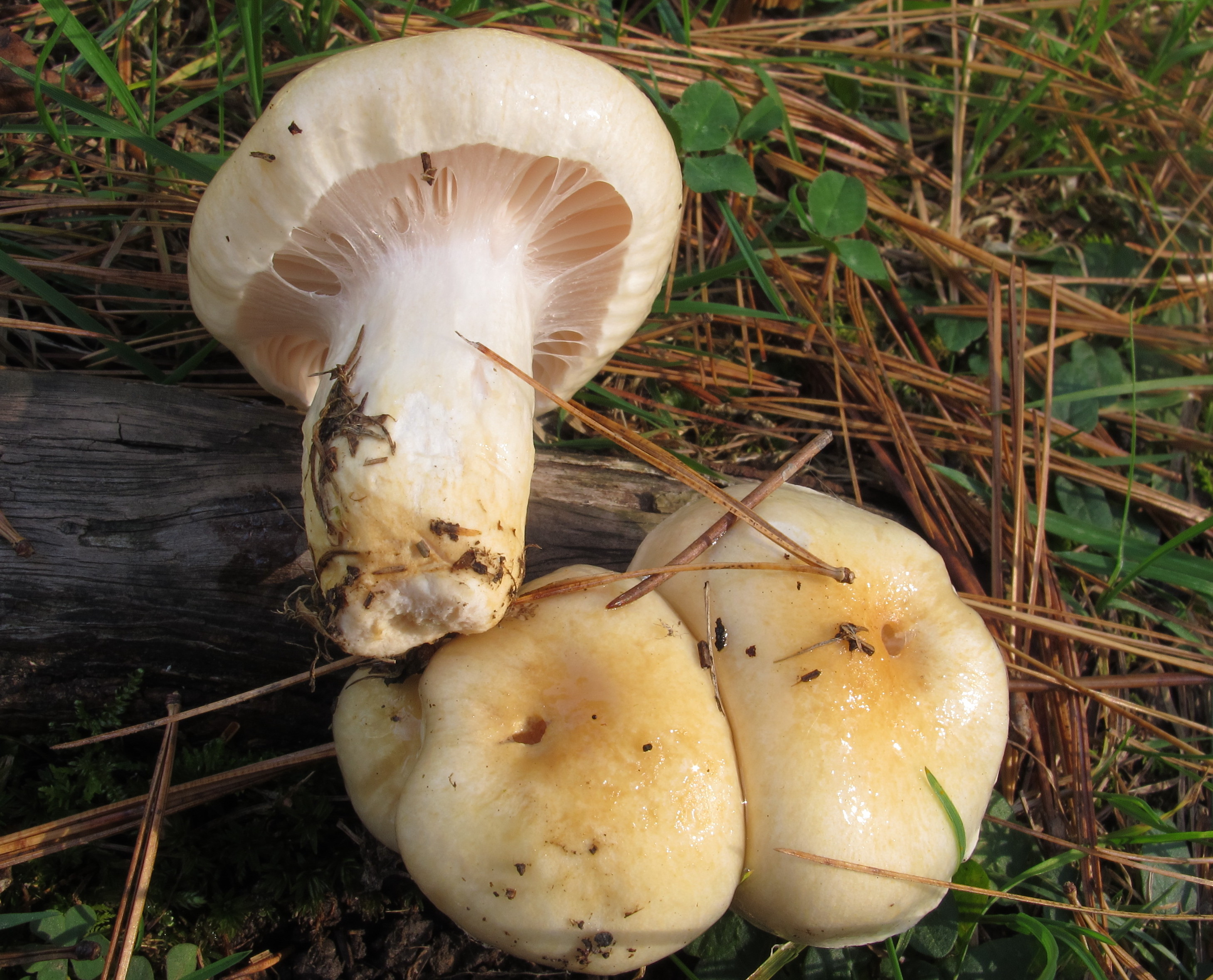
Hygrophorus flavodiscus sin. Hygrophorus ligatus

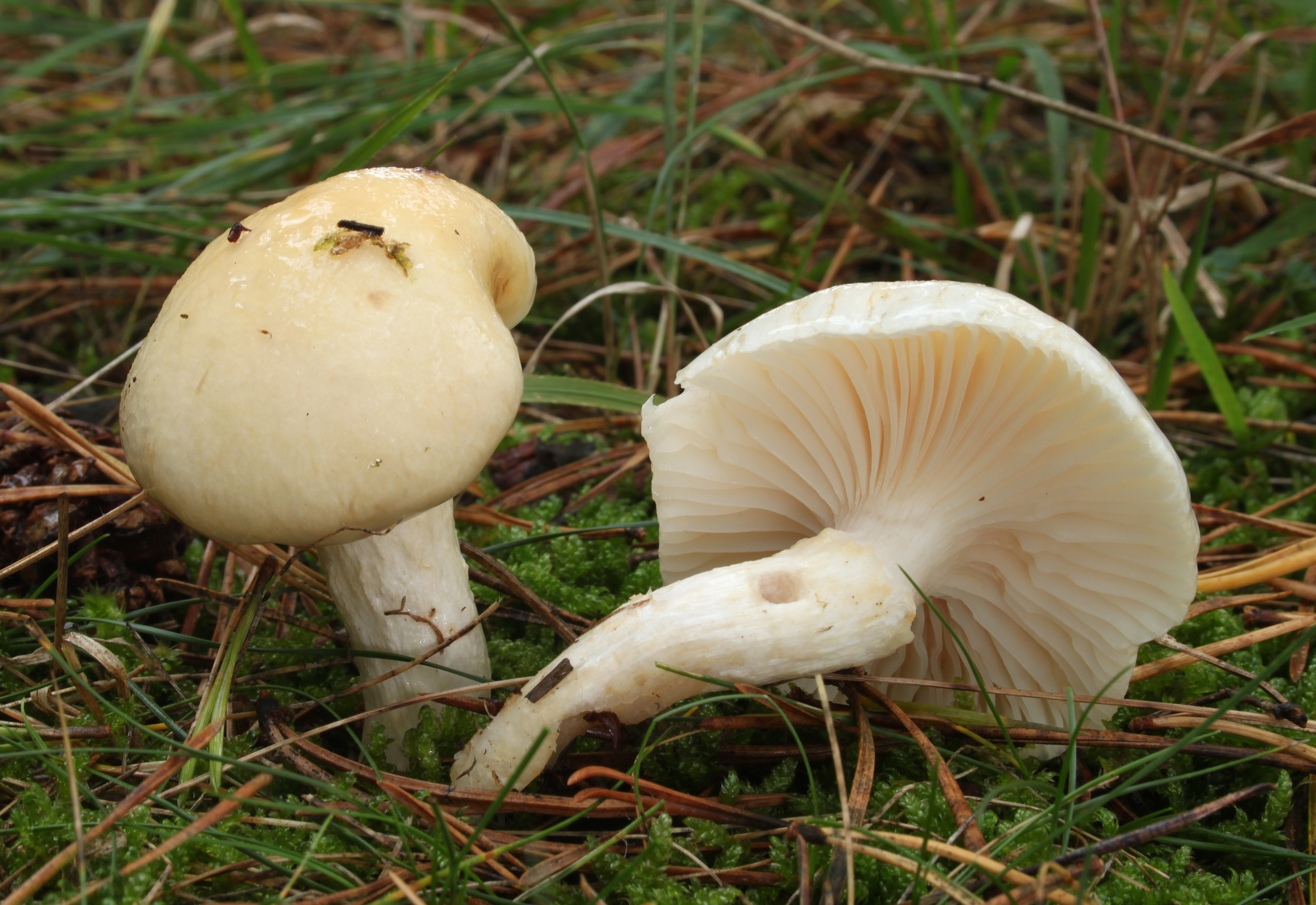
Hygrophorus ligatus
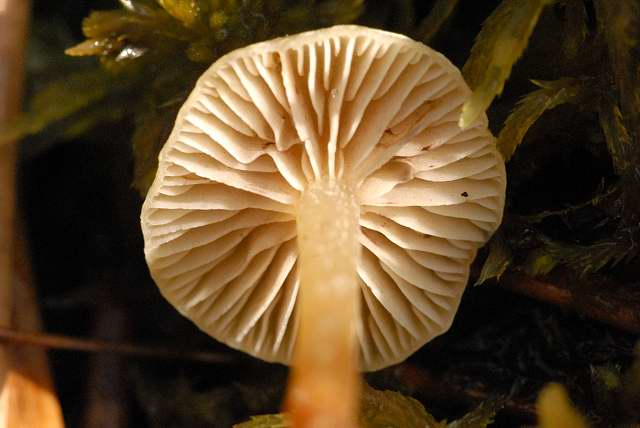
Hygrophorus lucorum
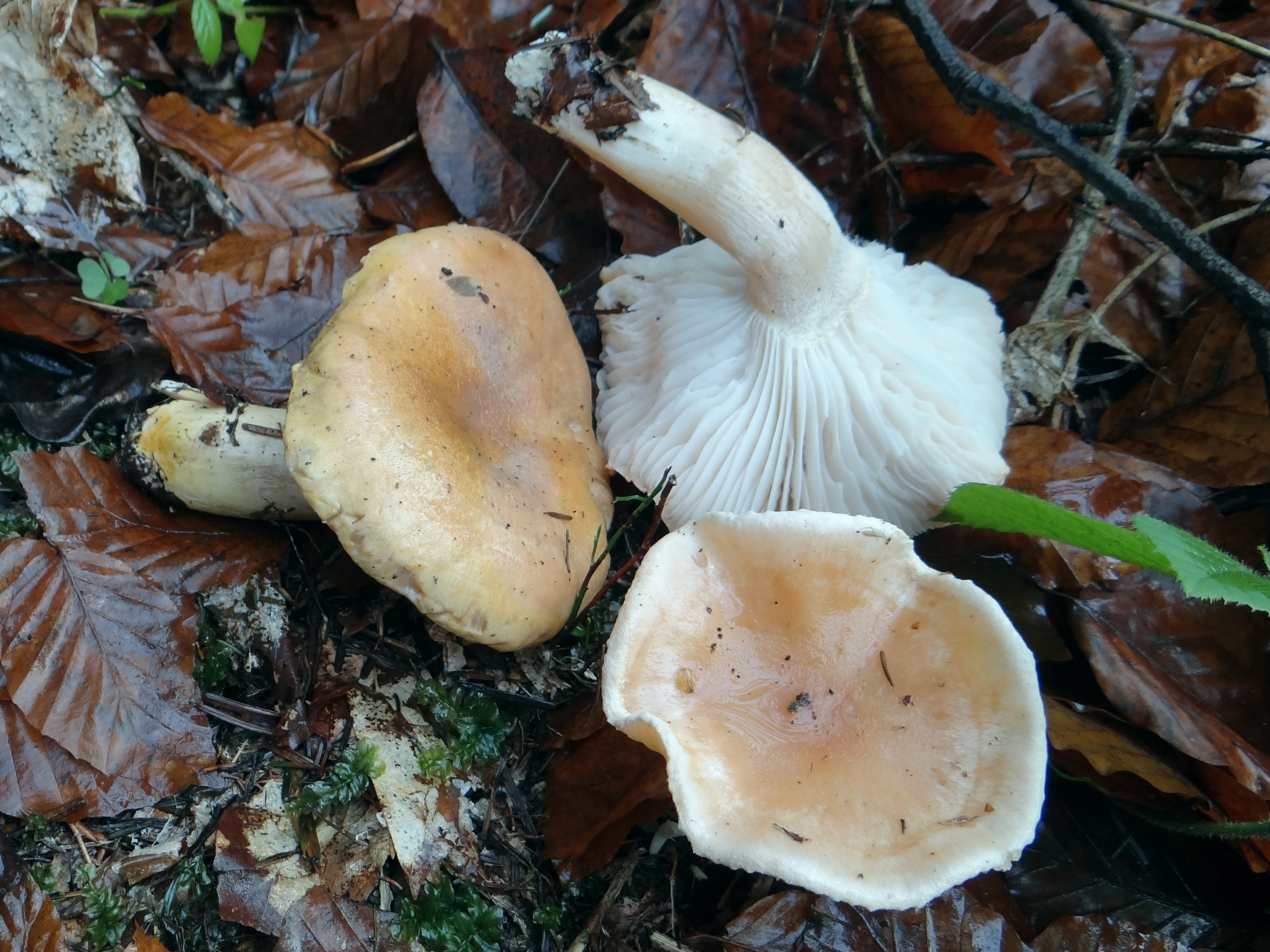
Hygrophorus nemoreus
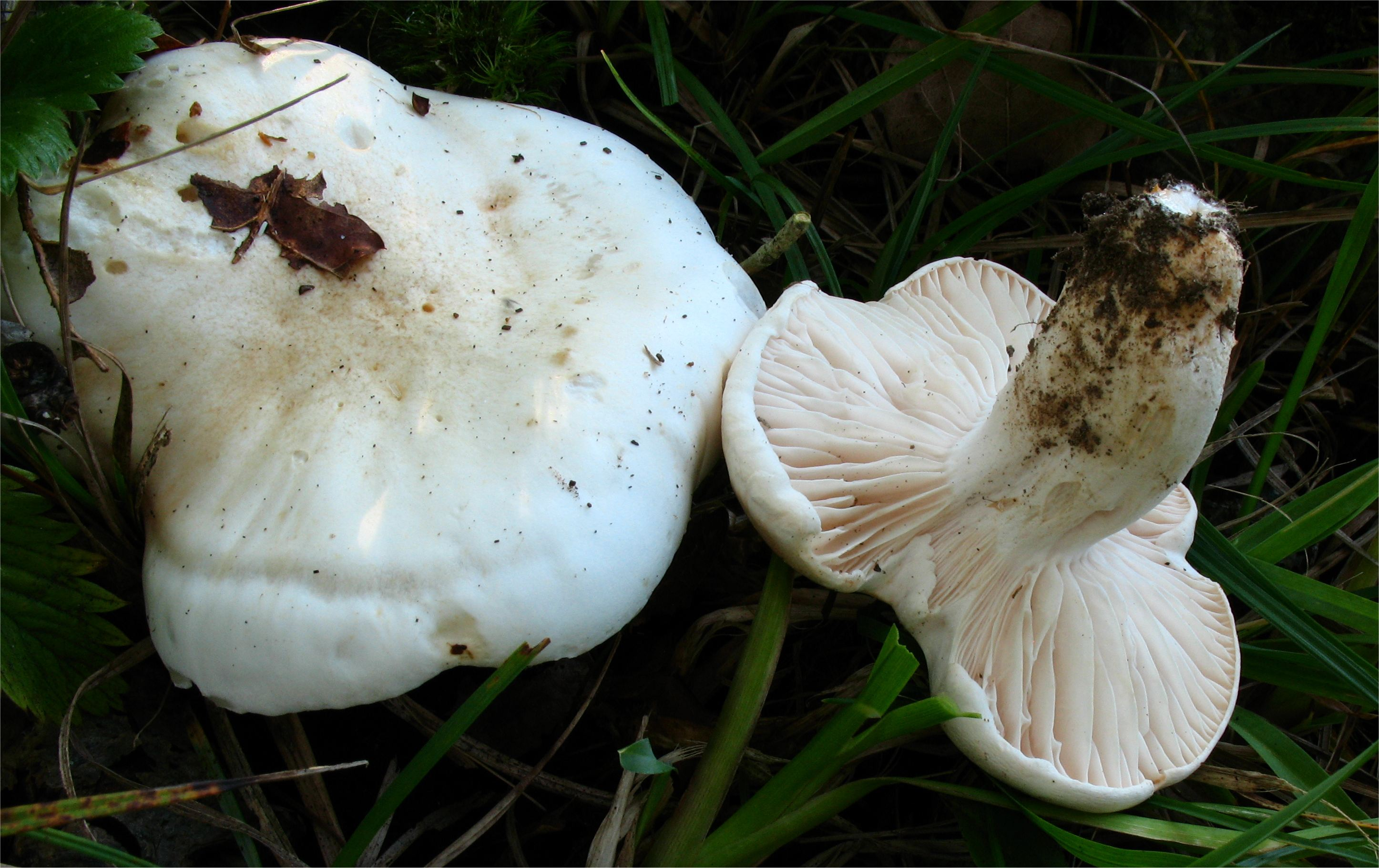
Hygrophorus penarioides
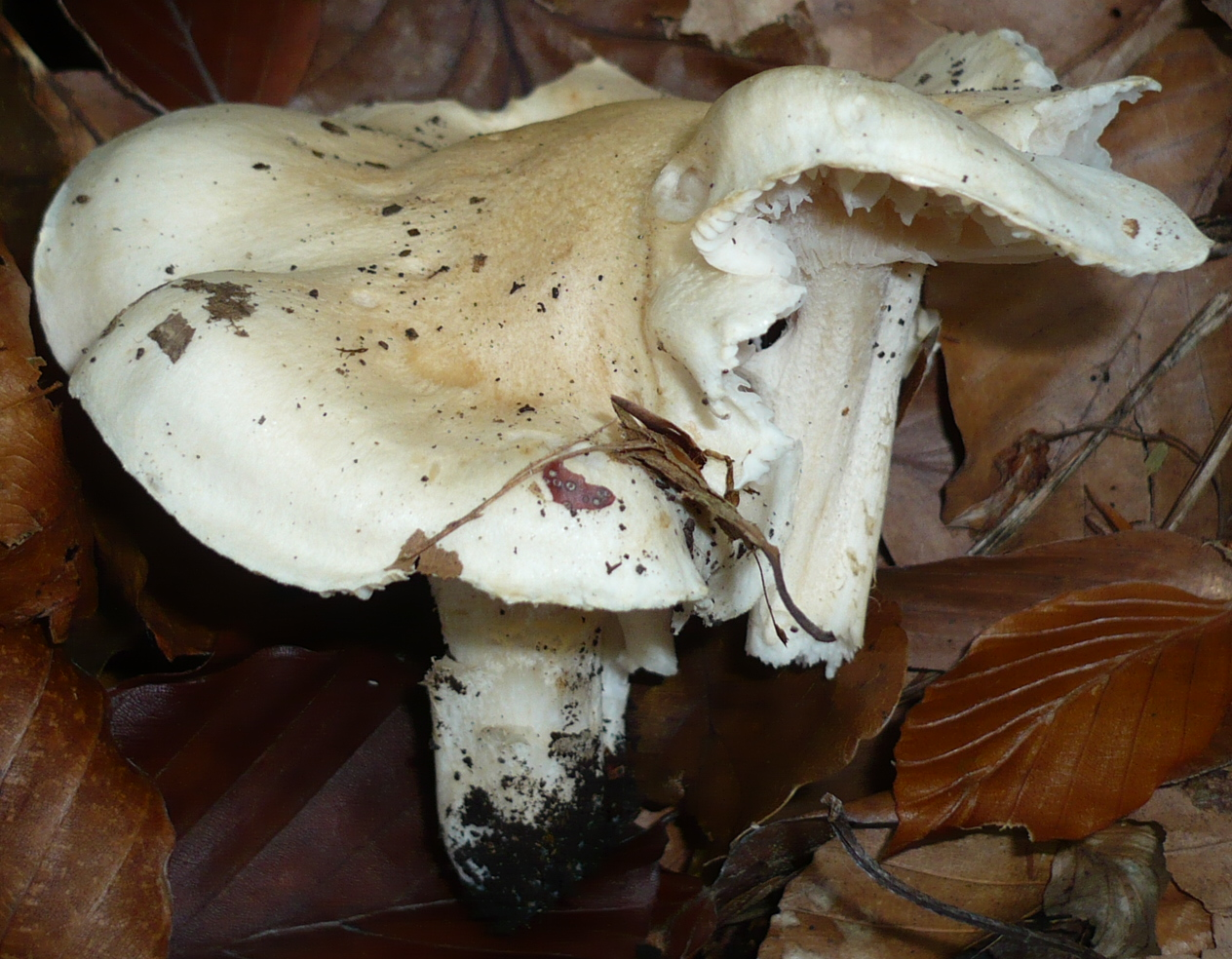
Hygrophorus poetarum

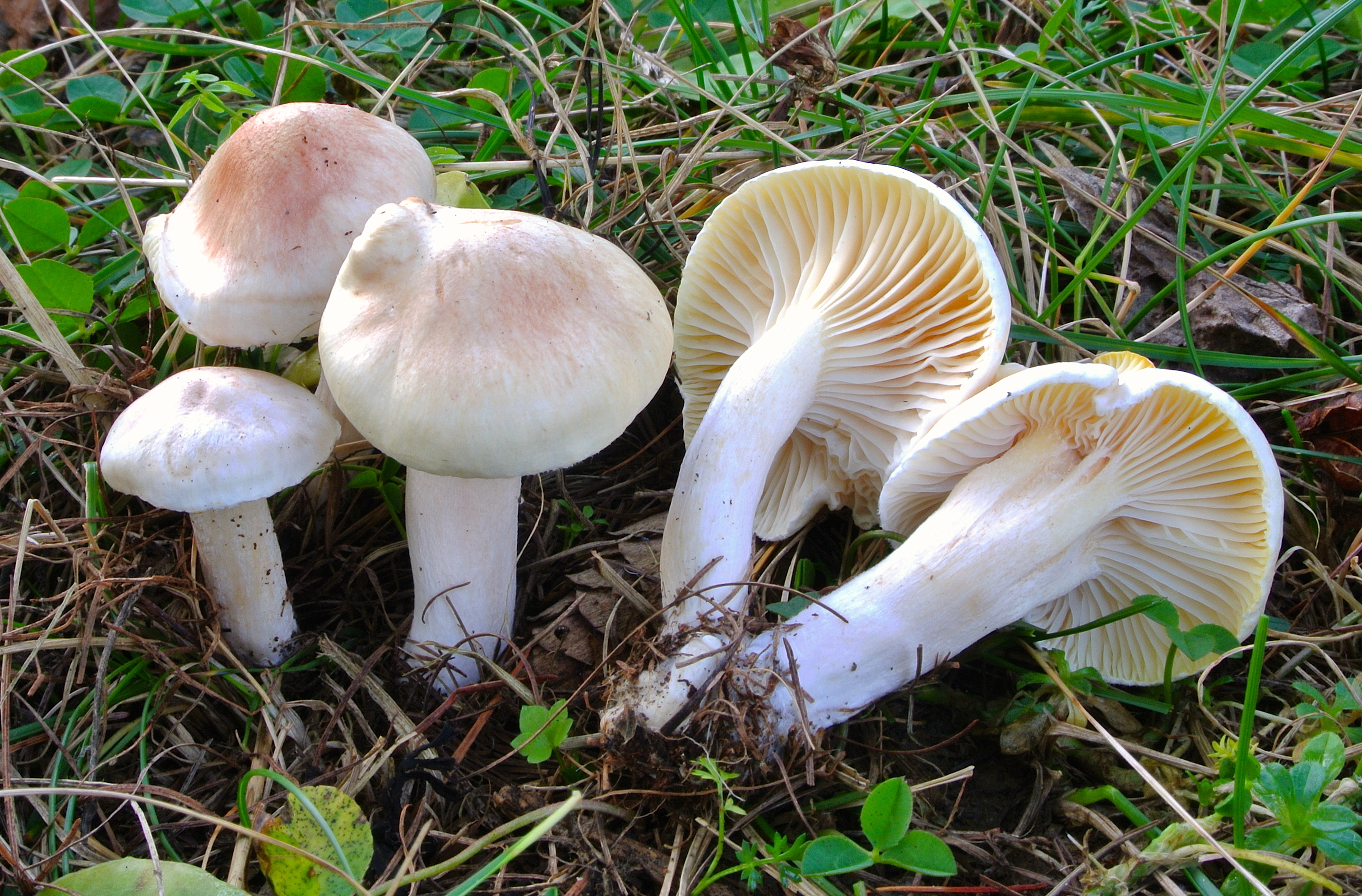
Hygrophorus queletii
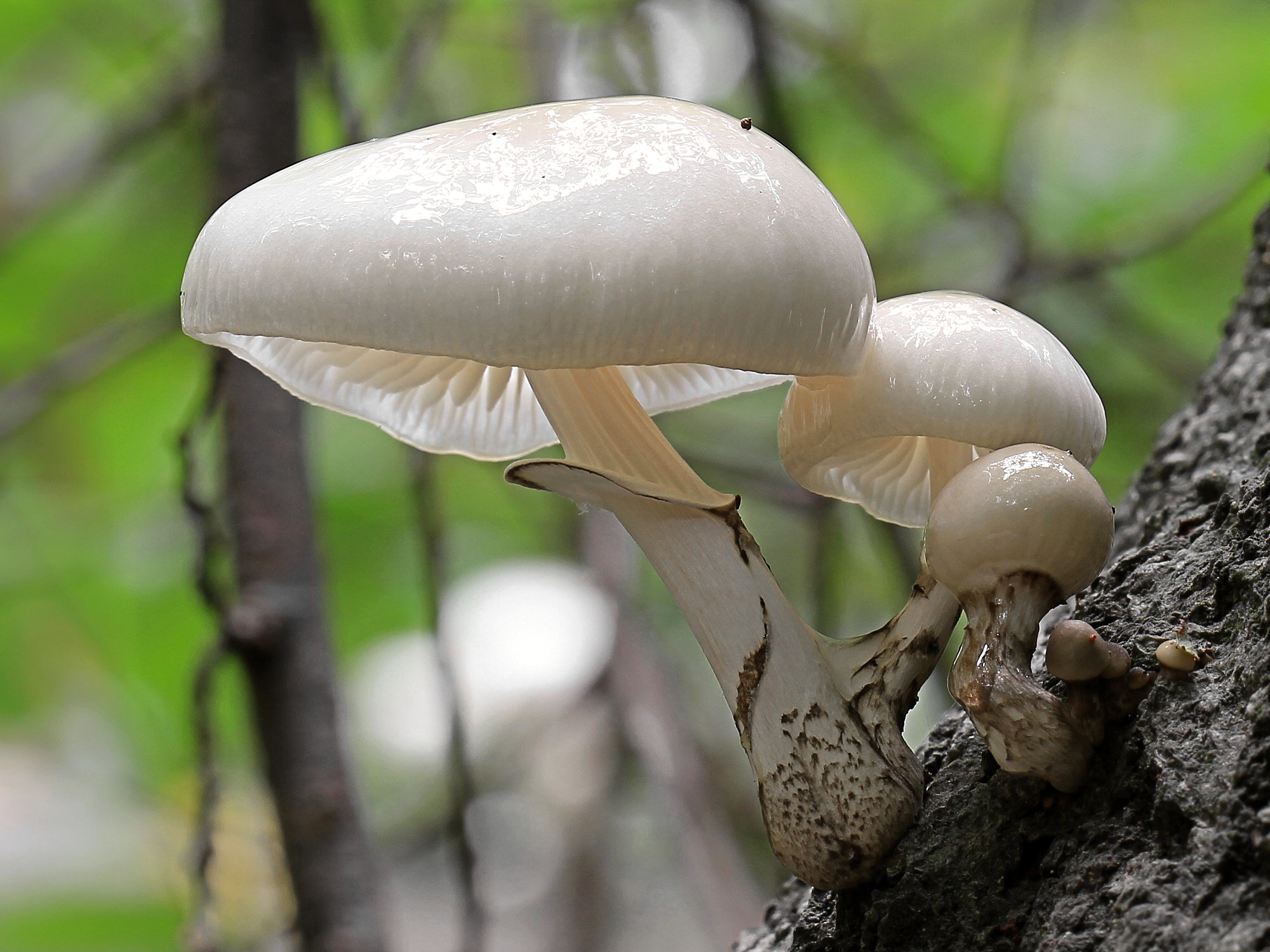
Oudemansiella mucida
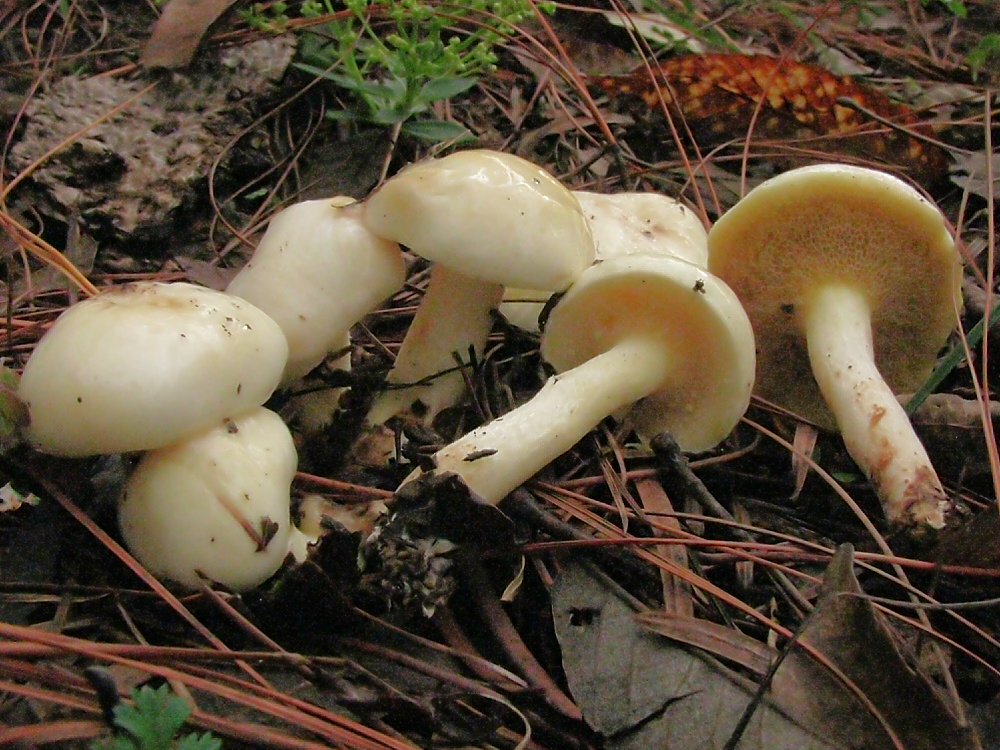
Suillus placidus
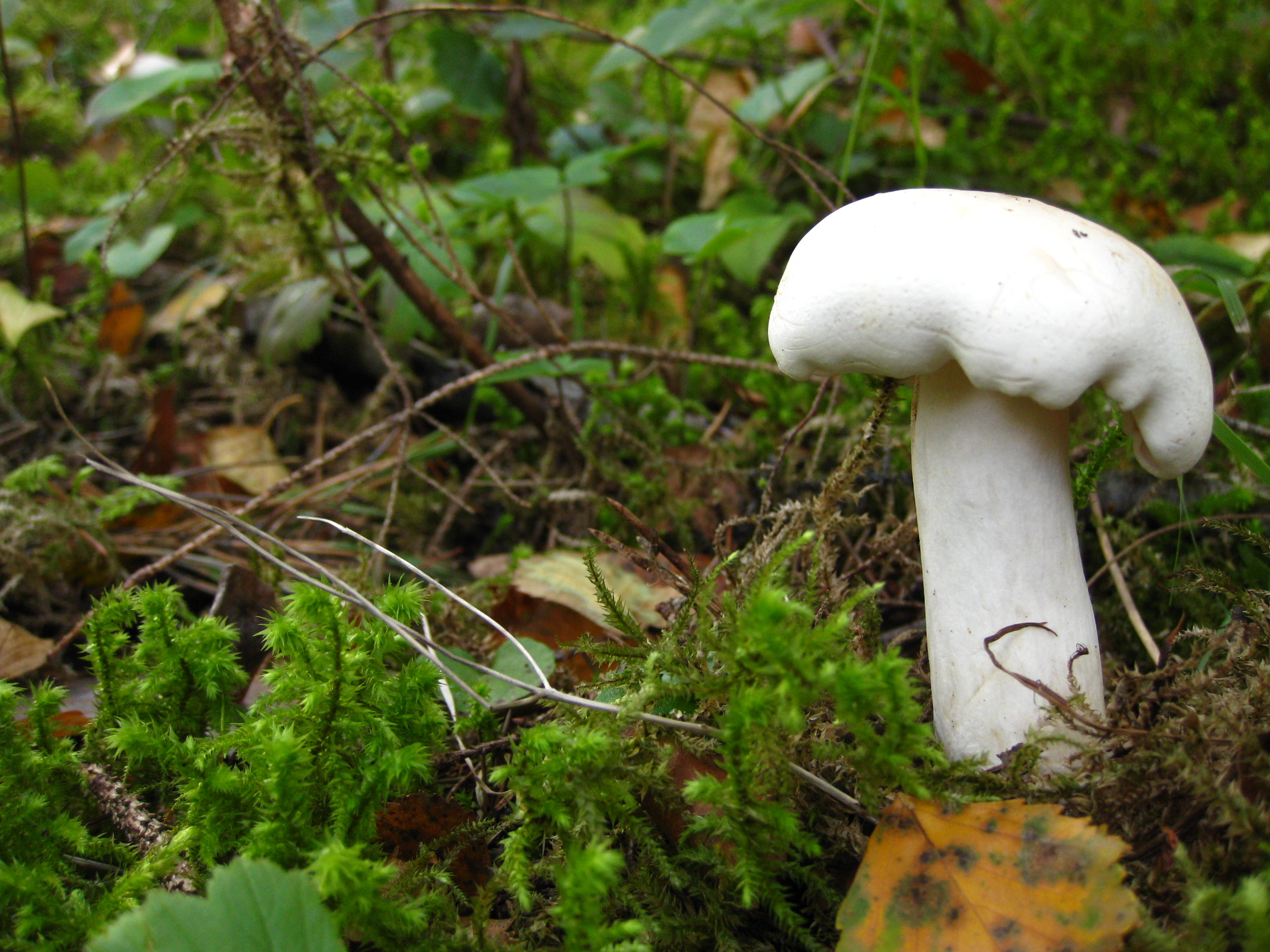
! Tricholoma album!

## Valorificare
Această ciupercă este comestibilă însă de valoare culinară mai scăzută din cauza mucegaiului pe cuticulă. Mucilagiul poate fi îndepărtat cu un prosop de hârtie sau o cârpă, ceea ce îl face să arate mai plăcut dacă ar fi folosit pentru consum. Cu toate acestea, mucozitatea ar dispărea în timpul pregătirii. Buretele firește poate fi conservat în ulei, oțet sau saramură după ce a fost curățat bine și prăjit.

## Bibiliografie
- Bruno Cetto: „I funghi dal vero”, vol. 1-7, Editura Arte Grafiche Saturnia, Trento 1976-1993 (pentru cercetarea în total)
- Rose Marie Dähncke: „1200 Pilze in Farbfotos”, Editura AT Verlag, Aarau 2004, ISBN 3-8289-1619-8
- Ewald Gerhard: „Der große BLV Pilzführer“ (cu 1200 de specii descrise și 1000 fotografii), Editura BLV Buchverlag GmbH & Co. KG, ediția a 9-a, München 2018, ISBN 978-3-8354-1839-4
- German Josef Krieglsteiner (ed.), Andreas Gminder: „Verbreitungsatlas der Großpilze Deutschlands (West)“, Editura Ulmer, Stuttgart 1991, ISBN 3-8001-3536-1
- Edmund Michael, Bruno Hennig, Hanns Kreisel: „Handbuch für Pilzfreunde: Die wichtigsten und häufigsten Pilze“, Editura G. Fischer, Stuttgart 1958
- Meinhard Michael Moser: „Röhrlinge und Blätterpilze - Kleine Kryptogamenflora Mitteleuropas” ediția a 5-ea, vol. 2, Editura Gustav Fischer, Stuttgart 1983
- Jordi Rius, Albert Batlle, Albert Grau, Albert Marieges: „Mushtool, las setas”, Editura Mushtool, Barcelona 2014, ISBN: 978-8461712465
- Henri Romagnesi: „Nouvel Atlas Des Champignons”, Editura Bordas, Paris 1956